# Célestin Freinet
Célestin Freinet (Gars, 15 de outubro de 1896 – Vence, 8 de outubro de 1966) foi um pedagogo e pedagogista anarquista francês, uma importante referência da pedagogia de sua época, cujas propostas continuam a ter grande ressonância na educação dos dias atuais.
Freinet se identificava com a corrente da Escola Nova, anti-conservadora, e protagonizou as chamadas Escolas Democráticas. Segundo ele, além das técnicas pedagógicas, o ambiente político e social ao redor da escola não devia ser ignorado pelo educador. Como para Freinet a pedagogia comporta a preocupação com a formação de um ser social que atua no presente, o professor deve mesclar seu trabalho com a vida em comunidade, criando as associações, os conselhos, eleições, enfim as várias formas de participação e colaboração de tudo, na formação do aluno, direcionar o movimento pedagógico em defesa da fraternidade, respeito e crescimento de uma sociedade cooperativa e feliz. Para Freinet, "a democracia de amanhã é preparada na democracia da escola".
Freinet desenvolveu o seu método pedagógico usando o mínimo de materiais didáticos, fruto do seu trabalho em regiões pobres da França.

## Vida
Celestin Freinet nasceu no sul da França, na região de Provença, numa família de oito filhos. Seus dias de escola foram profundamente desagradáveis, e afetaram seus métodos de ensino e desejo de reforma.
Enquanto cursava o Magistério estoura a Primeira Guerra Mundial. Interrompe seus estudos e é  obrigado a alistar-se. Recrutado pelo exército francês, em 1915 na ocasião teve uma lesão pulmonar causada por gases tóxicos. Esta experiência o transformou em um pacifista convicto. Em 1920 iniciou seu trabalho como professor de escola primária, antes mesmo de concluir o curso normal. Foi quando Freinet começou a desenvolver seus métodos de ensino. Ele atuou como professor-adjunto em Le Bar-sur-Loup e docente em Saint-Paul. 
Em 1923 Freinet comprou um tipógrafo, para auxiliar a atividade de ensino, já que seu ferimento do pulmão dificultava que falasse por períodos longos. Foi com este tipógrafo que imprimiu textos livres e jornais da classe para seus alunos. As próprias crianças compunham seus trabalhos, os discutiam e os editavam em pequenos grupos, antes de apresentar o resultado à classe. Os jornais eram trocados com os de outras escolas. Gradualmente os textos do grupo substituíram livros didáticos convencionais.
Em 1924, Freinet criou uma cooperativa de trabalho com professores de sua aldeia, esta cooperativa suscitou o movimento da Escola Moderna na França. Neste mesmo ano inicia as primeiras correspondência escolares. Em 1925, conhece a artista plástica Élise, que começa a trabalhar como sua ajudante e em 1926 casa-se com ela, e anos depois tem com ela uma filha, Madeleine Freinet. Escreve o livro A Imprensa na Escola e cria a revista "La Gerbe" (O Ramalhete) composta de poemas infantis. Os métodos do ensino de Freinet eram divergentes da política oficial de educação nacional e causavam um clima de desconfiança, especialmente devido ao grande volume de correspondências trocadas, por esta razão ele foi exonerado de suas funções em 1935 e começou sua própria escola, junto com sua esposa, pouco antes do início da Segunda Guerra Mundial. 
Na década de 1930, a escola de Freinet é oficialmente aberta, e, juntamente com Romain Rolland, ele lança o projeto Frente da Infância.
Apesar de todos esses conflitos, Freinet permaneceu na cidade e, em 1935, ele e Elise inauguraram sua própria escola. Sua escola serviu de inspiração para a Liga da Educação Francesa que não apenas copiou integralmente sua proposta pedagógica, como influenciou a Reforma do Ensino Francês (SAMPAIO, 2006).
Em 1940, Freinet é preso e mandado para o campo de concentração de Var, onde fica gravemente doente. Todavia, mesmo enquanto esteve preso, deu aulas para os companheiros. Sua esposa, Elise Freinet, depois de muita luta conseguiu sua libertação.
Logo após sair do campo, Freinet incorpora-se à Resistência Francesa. 
No final da década de 1940 Freinet criou o ICEM, Cooperativa do Ensino Leigo, em Vence, que reunia mais de 20 mil pessoas.
Em 1956 lançou uma Campanha Nacional para quantificar os alunos nas salas de aula. Lutava pelo máximo de 25 alunos em cada classe ou turma.
No ano seguinte, os seguidores de Freinet fundaram a Federação Internacional dos Movimentos da Escola Moderna (Fimem), que hoje reúne educadores de todo o Mundo. No Brasil atuam hoje em dia a REPEF - Rede de Educadores e Pesquisadores da Educação Freinet, o MEMNNE (Movimento Escola Moderna Norte Nordeste) e o Movimento da Escola Moderna (MEM), em Portugal.
Freinet morreu em 1966. 

## Proposta pedagógica
Para Freinet, a educação deveria proporcionar ao aluno a realização de um trabalho real. Sua carreira docente teve início construindo os princípios educativos de sua prática. Ele propunha uma mudança da escola, pois a considerava teórica e portanto desligada da vida.
Suas propostas de ensino estão baseadas em investigações a respeito da maneira de pensar da criança e de como ela construía o seu conhecimento. Através da observação constante ele percebia onde e quando tinha que intervir e como despertar a vontade de aprender do aluno. De acordo com Freinet, a aprendizagem através da experiência seria mais eficaz, porque se o aluno fizer um experimento e isso der certo, repeti-lo-á e avançará no processo; porém, não avançará sozinho, pois precisará da cooperação do professor.
Na proposta pedagógica de Freinet,a interação professor-aluno é essencial para a aprendizagem. Estar em contato com a realidade em que vive o aluno é fundamental. As práticas atuais de jornal escolar, troca de correspondência, trabalhos em grupo, aula-passeio são ideias defendidas e aplicadas por Freinet desde a década de 1920.
Há princípios no saber Pedagógico que Freinet considerava invariáveis, ou seja, independentemente do local ou período histórico, certos pressupostos deveriam sempre ser levados em conta na prática educativa. Desta forma, postulou as chamadas "Invariantes Pedagógicas", consideradas como pilares de sua proposta pedagógica.
Desde a origem, o movimento sempre se manteve aberto a todas as experiências pedagógicas através de documentos, revistas, circulares, cartas e boletins. Freinet buscava formas alternativas de ensino, pois não conseguia se adaptar a forma tradicional, fazia também relatórios diários de cada criança. Ao que se refere às cartilhas, ele questiona seu valor, pois os conteúdos nada tinham a ver com a realidade da criança e, portanto, não traziam nenhum estímulo à aprendizagem da leitura. Freinet dava muita importância ao trabalho, pois este deveria ser o centro de toda a atividade escolar, enfatizando-o como forma do ser humano ascender, exercer seu poder.
Para Freinet, o aprender deveria passar pela experiência de vida e isso só é possível pela ação, através do trabalho. O trabalho desenvolve o pensamento, o pensamento lógico e inteligente que se faz a partir de preocupações materiais, sendo que esta, é um degrau para abstração. Freinet acreditava que no e pelo trabalho o ser humano se exprime e se realiza eficazmente. Lembrando-se que, quando o autor exalta o trabalho, não está referindo-se forçosamente ao trabalho manual, pois para ele o trabalho engloba toda a pesquisa, documentação e experimentação.
Em relação à intervenção do professor, só se dava para organizar o trabalho, sem precisar de imposições ou ameaças. Para ele, a disciplina escolar se resume a executar uma atividade que envolva e torne a criança automaticamente disciplinada.
Outro aspecto importante para Freinet é a liberdade, relativa e não desvinculada da vida e do trabalho de cada um. Para ele, a liberdade é a possibilidade de o ser humano vencer obstáculos. Freinet buscou técnicas pedagógicas que pudessem envolver todas as crianças no processo de aprendizagem, independentemente da diferença de caráter, inteligência ou meio social (lembrando-se mais uma vez que ele afirmava que o conteúdo estudado no meio escolar deveria estar relacionado às condições reais de seus alunos).
Ao estudar o problema da educação, ele propunha que ao mesmo tempo em que o professor almejasse a escola ideal, criativa e libertadora, e que deveria também estudar as condições concretas que estariam impedindo a sua realização.

## Invariantes pedagógicas
Conforme Imbernón (2009) a obra de Freinet que apresenta as invariantes pedagógicas foi originalmente publicada em 1964. Com esta obra ele pretendia realizar um guia de iniciação para novos professores e em seu texto introdutório cita Dr. Viard com esta definição de invariantes: “que não varia nem pode variar, quaisquer que sejam as atitudes pessoais. [...] A invariante constitui a base mais sólida, evita tanto as decepções como os erros”.
Segundo Sampaio (1994) Freinet considerava que apenas transmitir conselhos técnicos para os professores poderia ser insuficiente e por este motivo resolveu dar instruções mais exatas. Com este intuito elaborou as invariantes pedagógicas, estabelecendo uma nova gama de valores escolares, numa busca pela verdade, que deveria ser feita a partir da experiência e do bom senso.
Sampaio (1994) explica que na obra original de Freinet, junto a cada invariante, ele apresentava um teste a ser respondido pelo professor de modo que se tornasse um parâmetro para a prática pedagógica, evidenciando a evolução do professor sempre que ele repetisse o teste ao longo do ano escolar.
Para sinalizar os resultados destes testes, Sampaio (1994) mostra que o código pedagógico criado por Freinet havia semelhança como código de trânsito, pois através das cores verde, amarela e vermelha, os professores registravam suas respostas. Verde para quando estivessem atuando de acordo com a invariante em questão, amarelo para quando uma prática estivesse em desacordo com a invariante e vermelho para quando a atitude for circunstancialmente benéfica, ou nas palavras de Imbernón (2009, pg. 53) “quando mais se afastam das invariantes”.
As invariantes pedagógicas de Freinet:
1. A criança é da mesma natureza que o adulto.
2. Ser maior não significa necessariamente estar acima dos outros.
3. O comportamento escolar de uma criança depende do seu estado fisiológico, orgânico e constitucional.
4. A criança e o adulto não gostam de imposições autoritárias.
5. A criança e o adulto não gostam de uma disciplina rígida, quando isto significa obedecer passivamente uma ordem externa.
6. Ninguém gosta de fazer determinado trabalho por coerção, mesmo que, em particular, ele não o desagrade. Toda atitude imposta é paralisante.
7. Todos gostam de escolher o seu trabalho mesmo que essa escolha não seja a mais vantajosa.
8. Ninguém gosta de trabalhar sem objetivo, atuar como máquina, sujeitando-se a rotinas nas quais não participa.
9. É fundamental a motivação para o trabalho.
10. É preciso abolir a escolástica. 
  1. Todos querem ser bem-sucedidos. O fracasso inibe, destrói o ânimo e o entusiasmo.
  2. Não é o jogo que é natural na criança, mas sim o trabalho.
11. Não são a observação, a explicação e a demonstração - processos essenciais da escola - as únicas vias normais de aquisição de conhecimento, mas a experiência tateante,que é uma conduta natural e universal.
12. A memória, tão preconizada pela escola, não é válida, nem preciosa, a não ser quando está integrada no tateamento experimental,onde se encontra verdadeiramente a serviço da vida.
13. As aquisições não são obtidas pelo estudo de regras e leis, como às vezes se crê, mas sim pela experiência. Estudar primeiro regras e leis é colocar o carro na frente dos bois.
14. A inteligência não é uma faculdade específica, que funciona como um circuito fechado, independente dos demais elementos vitais do indivíduo, como ensina a escolástica.
15. A escola cultiva apenas uma forma abstrata de inteligência, que atua fora da realidade fica fixada na memória por meio de palavras e idéias.
16. A criança não gosta de receber lições autoritárias.
17. A criança não se cansa de um trabalho funcional, ou seja, que atende aos rumos de sua vida.
18. A criança e o adulto não gostam de ser controlados e receber sanções. Isso caracteriza uma ofensa à dignidade humana, sobretudo se exercida publicamente.
19. As notas e classificações constituem sempre um erro.
20. Fale o menos possível.
21. A criança não gosta de sujeitar-se a um trabalho em rebanho. Ela prefere o trabalho individual ou de equipe numa comunidade cooperativa.
22. A ordem e a disciplina são necessárias na aula.
23. Os castigos são sempre um erro. São humilhantes, não conduzem ao fim desejado e não passam de paliativo.
24. A nova vida da escola supõe a cooperação escolar, isto é, a gestão da vida pelo trabalho escolar pelos que a praticam, incluindo o educador.
25. A sobrecarga das classes constitui sempre um erro pedagógico.
26. A concepção atual das grandes escolas conduz professores e alunos ao anonimato, o que é sempre um erro e cria barreiras.
27. A democracia de amanhã prepara-se pela democracia na escola. Um regime autoritário na escola não seria capaz de formar cidadãos democratas.
28. Uma das primeiras condições da renovação da escola é o respeito à criança e, por sua vez, a criança ter respeito aos seus professores; só assim é possível educar dentro da dignidade.
29. A reação social e política, que manifesta uma reação pedagógica, é uma oposição com o qual temos que contar, sem que se possa evitá-la ou modificá-la.
30. É preciso ter esperança otimista na vida.

## Técnicas desenvolvidas por Freinet
A técnicas da pedagogia freinetiana respeitam a livre expressão, sendo esta uma postura pedagógica que torna a escola “um verdadeiro lugar de vida e produção, onde se faz a aprendizagem da democracia pela participação cooperativa”. (Sampaio, 1994) 
Dessa forma, este modo de agir e pensar é acompanhado de responsabilidade, pois a criança exerce a liberdade e também arca com as possíveis consequências, como as frustrações e limitações.
A origem de todas as técnicas é a Cooperativa Escolar e a partir dela forma-se uma unidade, ela acompanha toda a práxis freinetiana. A cooperativa acontece no dia a dia da classe, costumam acontecer em formato de reuniões semanais, com um relator e um coordenador, ambos alunos. O professor também vota, tendo seu voto o mesmo peso do voto dos alunos. Nas reuniões são discutidas todas questões que envolvem a vida escolar coletiva da classe. 
Sampaio afirma: “Não haverá necessidade de uma cooperativa, se a disciplina é autoritária e paternalista, com o professor decidindo tudo. Se começarmos a dando a importância devida aos interesses das crianças, a cooperativa se tornará uma necessidade". (Sampaio,1994)
As técnicas se feitas separadamente ou fora do contexto da cooperativa escolar não podem ser consideradas pedagogia Freinet. Devemos entende-las como parte de uma totalidade. As técnicas são:
- A Aula-Passeio: aulas de campo, voltadas para os interesses do estudantes

- A Auto-avaliação: fichas criadas por Freinet, preenchidas pelos alunos, como forma de registrar a própria aprendizagem

- A Auto-correção: modalidade de correção de textos feita pelos próprios autores, no caso os alunos, sob a orientação do educador

- A Correspondência Interescolar: atividade largamente utilizada por Freinet, na qual os alunos se comunicavam com outros estudantes de escolas diferentes

- O Fichário de consulta: fichas criadas por alunos e professores, para suprir as lacunas deixadas pelos livros didáticos convencionais

- A Imprensa escolar: os textos escritos pelos alunos tinham uma função social real, já que não serviam meramente como forma avaliativa, já que eram publicados e lidos pelos colegas

- O Livro da vida: caderno no qual os alunos registram suas impressões, sentimentos, pensamentos em formas variadas, o qual fica como um registro de todo o ano escolar de cada classe

- O Plano de trabalho: atividade realizada em pequenos grupos que sob a orientação do educador, com base em um dado tema, desenvolvem um plano a ser realizado num certo intervalo de tempo

- O texto livre: aquele em que o aluno não é obrigado a escrever como nas escolas tradicionais. É livre em formato e em tema. Relaciona-se com a técnica da Imprensa Escolar, Livro da vida e Correspondência Interescolar.
- Cantos de atividades: divisões no espaço físico com diferentes propostas de trabalhos, onde os alunos possam executar de maneira autônoma, socializando com outros alunos. “Este tipo de organização possibilita a formação de grupos menores e assim há um aprofundamento maior dos contatos. Sem a interferência direta dos adultos, a sociabilização das crianças ganha um ritmo próprio.” (Sampaio, 1994)
- O Jornal Mural: Mural feito pelas crianças em criação coletiva, fica em exposição na escola e conta com os fatos significativos para os alunos, acontecimentos, exposição de trabalhos e projetos.
- Estudo do meio: Freinet levava seus alunos para fora de sala de aula para conhecerem o entorno, as pessoas, a cultura local e para descobrir novos interesses que surgissem no caminho. A aula passeio faz parte de uma proposta de estudo do meio que envolve muitas outras ações pedagógicas.

## Críticas à pedagogia de Freinet
Segundo a pedagoga Inger Enkvist, Freinet é consequência de seu tempo: se inspira na pedagogia stalinista, orientada pelo Partido, para fazer das crianças pouco mais do que burros felizes, mediocrizando toda a capacidade acima da média e mutilando todo o talento notável .
No entanto, muitos outros estudiosos da biografia de Freinet informam que ele se desligou do Partido Comunista Francês, repudiando a política de Stalin. Também são profícuos os estudos que apontam a Pedagogia Freinet como uma Pedagogia que estimula o pensamento crítico, a análise mais acurada e o desenvolvimento do pensamento investigativo e científico. 
Celestin Freinet é um autor pouco utilizado nas academias por não ser considerado um autor científico. A pedagogia freinetiana é uma ciência, no sentido de viver a educação, ser fruto das relações entre a criança e a escola, criança com outra criança entre outras relações vivenciadas no âmbito escolar .Essa ciência de Freinet vem da prática, e como não é explicitadas em teorias e artigos, não são muito utilizadas. 
De acordo com Freinet (1964), o sistema de ensino, nos dias atuais, está totalmente direcionado para a formação de pessoas aptas para o mercado de trabalho tendo como foco a empregabilidade. Como consequência disso, a essência da criança como sujeito de sua formação está sendo deixada em segundo plano. Os professores do ensino tradicional são conhecidos por apenas repassar o conhecimento aos alunos, sem que haja uma troca entre eles. Criticando esse sistema, o autor afirma que, as crianças são induzidas a seguir os caminhos que seus pais trilharam, facilitando a adaptação e a manutenção do status quo.  
Por outro lado, a educação seria outro caso considerasse os instintos naturais da criança e sua capacidade de solucionar problemas. Para ilustrar essa perspectiva que considera a dimensão de sujeito da criança, o autor utiliza uma metáfora interessante: "Ela permanece o mesmo pequeno camponês que atravessa o rio sobre uma prancha laçada e lado a lado. Quando na oficina e serrador e madeira ela se exercita a caminhar prudentemente nas costas de um cepo colado no chão, consegue fazê-lo muito bem; o ela caminhar, e também o equilíbrio, numa prancha em que ao menos caibam os pés, não passa de um jogo de bebês. Se essa prancha domina um ribeiro tranquilo e não muito largo, nem muito alto, também ela o consegue atravessar muito bem, com o mínimo e audácia e esforço. Mas se, se trata de atravessar um rio, em que  a água corre sob a prancha num lento turbilhão que atrai, se a prancha balouça docemente, o pequeno camponês sente vertigens, hesita e só consegue passar depois de um paciente exercício... E quando o rio ruge, inquieto e zangado, molhando a prancha com suas vagas esfarrapadas, então a criança recua assustada, sobe ou desce a corrente à procura de uma ponte tranquilizante; e se a obrigardes a atravessar, ou se ela sentir que o tem de fazer, a vertigem vence-a e ela corre o risco e se afogar. (FREINET, 1964, p. 37)." 
Ao se considerar ainda a educação na pedagogia de Freinet (1964), ele destaca também o modo de avaliação das escolas tradicionais, onde a criança é avaliada em um equilíbrio constante, ou seja, esta constância está diretamente ligado ao resultado do abalo vigoroso do arranque harmonioso do potencial de vida, da satisfação e da necessidade de poder, que consideramos diretamente ligada ao bom funcionamento da máquina humana. O autor pondera que, esse potencial de vida o traduzindo em realidades favoráveis, se grandes obstáculos se opuserem a sua expansão, o que pode produzir no indivíduo um desequilíbrio. 

## Escolas baseadas em Freinet
- Colégio Integral, Brasil
- Freinetskolan Tallbacken, Suécia
- Escola Oca dos Curumins, São Carlos/SP, Brasil
- Escuela Experimental Freinet, San Andrés Tuxtla, México
- Freinetskolen Valbylanggade, Valby, Dinamarca
- Trekronergade Freinetskole, Valby, Dinamarca
- Lycée Célestin Freinet, Bramiyeh, Líbano
- Centro Educacional de Niterói/RJ, Brasil
- Escola Curumim, Campinas/SP, Brasil
- Escola Freinet, Pelotas/RS, Brasil
- Escola da Ponte, São Tomé de Negrelos, Portugal

## Obras
- FREINET, Célestin, Conselho aos Pais. Lisboa, Editorial Estampa,1974.
- FREINET, Célestin,O Jornal Escolar. Lisboa, Editorial Estampa,1974.
- FREINET, Célestin, As Técnicas Freinet da Escola Moderna. Lisboa Editorial Estampa Ltda., 1975.
- FREINET, Célestin, O texto livre. Lisboa, Dinalivros, 1976.
- FREINET, Célestin e SALENGROS, R. Modernizar a Escola. Lisboa, Dinalivros, 1977.
- FREINET, Célestin. O Método Natural I - A aprendizagem da Língua. Lisboa, Editorial Estampa,1977.
- FREINET, Célestin. O Método Natural II - A aprendizagem do Desenho. Lisboa, Editorial Estampa,1977.
- FREINET, Célestin. O Método Natural III - A aprendizagem da escrita. Lisboa, Editorial Estampa,1977.
- FREINET, Célestin, A Leitura pela Imprensa na Escola .Lisboa, Dinalivros, 1977.
- FREINET, Célestin, Para uma Escola do Povo: guia prático para a organização material, técnica e pedagógica da escola popular. São Paulo: Martins Fontes,1996; Lisboa: Editorial Presença,1978.
- FREINET, Célestin, A Saúde Mental da Criança. Lisboa, Edições 70, 1978.
- FREINET, Célestin, Pedagogia do Bom Senso. São Paulo: Martins Fontes,1996.
- FREINET, Célestin, Educação pelo trabalho. São Paulo: Martins Fontes,1998.
- FREINET, Célestin, Ensaio de Psicologia Sensível. vol .1 São Paulo: Martins Fontes,1998.
- FREINET, Célestin, Ensaio de Psicologia Sensível. vol .2 São Paulo: Martins Fontes,1998.
- FREINET, Célestin, Pedagogia Freinet - A atualidade das invariantes pedagógicas. Grupo Penso: Francisco Imbernón,2012.